# السر (عبس)

تعديل مصدري - تعديل

السر هي إحدى قرى عزلة بني حسن بمديرية عبس التابعة لمحافظة حجة، بلغ تعداد سكانها 52 نسمة حسب تعداد اليمن لعام 2004.